# Elizabeth Retief
Elizabeth Retief ( 1947 - ) es una botánica sudafricana.

## Algunas publicaciones

### Libros
- E. Retief, P. P. J. Herman, 1997. Plants of the northern provinces of South Africa: keys and diagnostic characters. Volumen 6 de Strelitzia (Pretoria). Ed. National Botanical Institute. 681 pp. ISBN 1874907307

- La abreviatura «Retief» se emplea para indicar a Elizabeth Retief como autoridad en la descripción y clasificación científica de los vegetales.[1]